# Salto del Jándula
El Salto del Jándula es una presa situada en el término municipal de Andújar, erigida sobre una cerrada granítica en el paraje de La Lancha. Cierra el río Jándula, afluente por la derecha del Guadalquivir, originando el embalse del Jándula. Es una presa de gravedad con sección triangular y planta curva, con una altura de 83,5 m sobre el cauce y una longitud de 200 m.

## Historia
Es obra del arquitecto Casto Fernández-Shaw, quien mostró su empeño por integrar la presa en el medio natural utilizando un lenguaje moderno, decididamente expresionista. La novedosa utilización del paramento de sillares como encofrado le confiere una sorprendente plasticidad, coherente con el paisaje, acentuada por el tratamiento de la central a pie de presa con sus remates ondulados en clara referencia al movimiento ondulante y fluido de las aguas. La construcción se inició en 1927, comenzando a prestar servicio en 1930 y concluyéndose oficialmente al año siguiente.